# Кубок конфедерацій 2009
Кубок Конфедерацій 2009 (англ. 2009 FIFA Confederations Cup) — восьмий Кубок Конфедерацій, який пройшов з 14 по 28 червня 2009 року в ПАР.
В ньому брали участь чемпіони всіх конфедерацій (АФК, КАФ, КОНКАКАФ, КОНМЕБОЛ, ОФК і УЄФА) а також чемпіон світу 2006 та господар чемпіонату світу 2010 — ПАР.

## Учасники

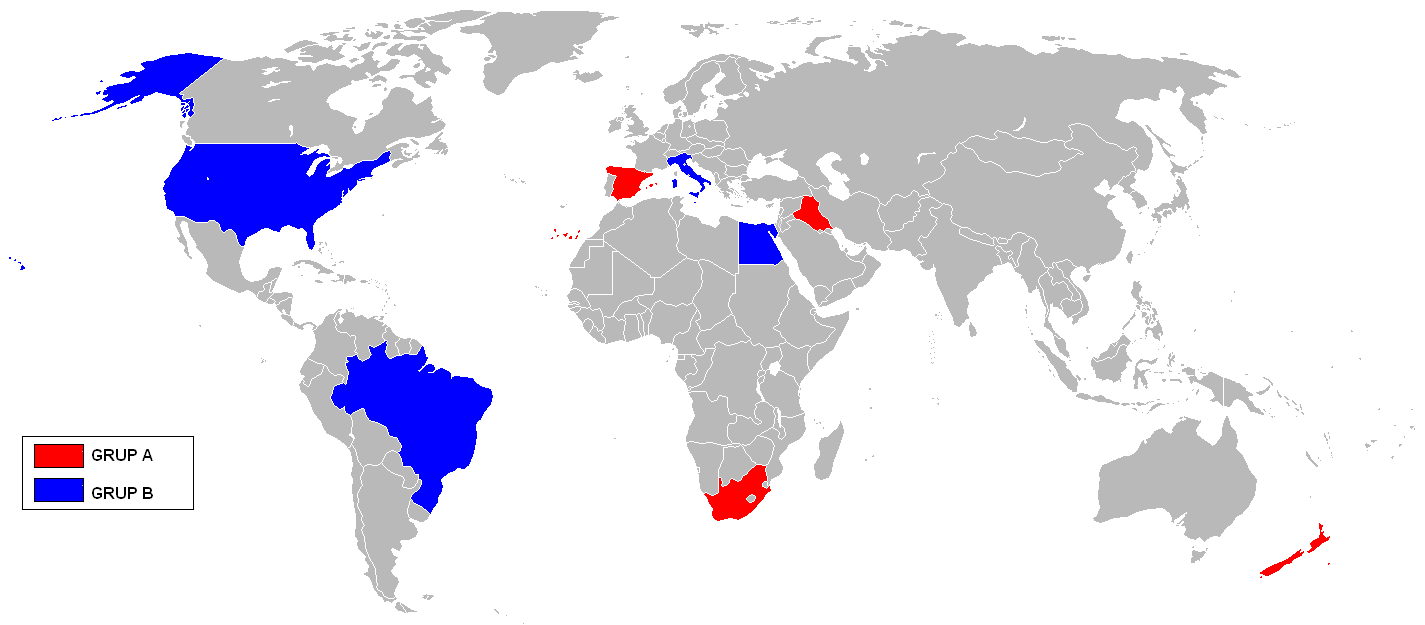
Країни-учасники за групами

| Збірна        | Конфедерація | Кваліфікована як                  | Потраплянь | Рейтинг ФІФА (червень 2009) |
| ------------- | ------------ | --------------------------------- | ---------- | --------------------------- |
| ПАР           | КАФ          | Господар ЧС-2010                  | 2          | 72                          |
| Італія        | УЄФА         | Переможець ЧС-2006                | 1          | 4                           |
| США           | КОНКАКАФ     | Переможець Золотого кубку 2007    | 4          | 14                          |
| Бразилія      | КОНМЕБОЛ     | Переможець Копа Америка 2007      | 6          | 5                           |
| Ірак          | АФК          | Переможець Кубка Азії 2007        | 1          | 77                          |
| Єгипет        | КАФ          | Переможець КАН-2008               | 2          | 40                          |
| Іспанія       | УЄФА         | Переможець Чемпіонату Європи 2008 | 1          | 1                           |
| Нова Зеландія | ОФК          | Переможець Кубка націй ОФК 2008   | 3          | 82                          |

## Жеребкування
Жеребкування відбулося 22 листопада 2008 року в Sandton Convention Centre в Йоганнесбурзі. Команди були розбиті на дві корзини:
- Корзина А:  ПАР,  Бразилія,  Італія,  Іспанія
- Корзина Б:  Єгипет,  Ірак,  Нова Зеландія,  США

Команди з однієї конфедерації не могли знаходитися в тій же групі, тому Єгипет потрапив до корзини Б. Крім того, Італія та Іспанія, хоч і потрапили в одну корзину, грали у різних групах.

## Стадіони

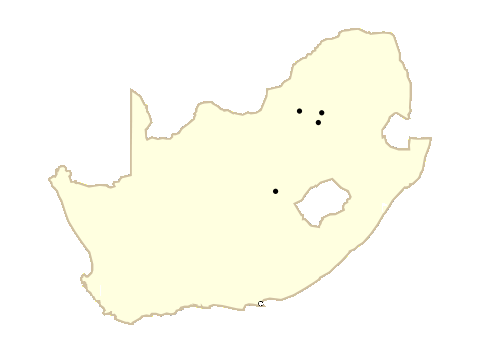
Міста, що приймали турнір

Турнір приймали :
| Йоганнесбург      | Преторія          | Блумфонтейн       | Пхокенг           |
| ----------------- | ----------------- | ----------------- | ----------------- |
| Кока-Кола Парк    | Лофтус Версфельд  | Фрі Стейт         | Роял Бафокенг     |
| Місткість: 62,567 | Місткість: 50,000 | Місткість: 48,000 | Місткість: 42,000 |
|                   |                   |                   |                   |

## Арбітри
Судді турніру були оголошені 5 травня 2009 року. Два бригади суддів (Карлос Батрес і Карлос Амарілья) знялися через травми і булизамінені бригадами на чолі з Беніто Арчундія і Пабло Посо
Африка
- Коффі Коджія
  - Асистенти:  Комі Конйо,  Алексіс Фассіну
- Едді Майє
  - Асистенти:  Еварфіт Менкуанде,  Бечір Хассані

Азія
- Метью Бріз
  - Асистенти:  Метью Крім,  Бен Вілсон

Європа
- Говард Вебб
  - Асистенти:  Пітер Кіркап,  Майкл Малларкі
- Мартін Хансон
  - Асистенти:  Фредрік Нільсон,  Хенрік Андрен

- Массімо Бузакка
  - Асистенти:  Матіас Арнет,  Франціско Бураджина

Пн. Америка
- Беніто Арчундія
  - Асистенти:  Марвін Торрентера,  Гектор Вергара

Океанія
- Майкл Гестер
  - Асистенти: Ян Хендрік-Хінтс,  Марк Рал

Пд. Америка
- Пабло Посо
  - Асистенти:  Патрісіо Басуальто,  Франсіско Мондрія
- Хорхе Ларріонда
  - Асистенти:  Пабло Фандіно,  Маурісіо Еспіноза

## Груповий етап
| Збірна        | О | І | В | Н | П | ГЗ | ГП | РГ |
| Іспанія       | 9 | 3 | 3 | 0 | 0 | 8  | 0  | +8 |
| ПАР           | 4 | 3 | 1 | 1 | 1 | 2  | 2  | 0  |
| Ірак          | 2 | 3 | 0 | 2 | 1 | 0  | 1  | -1 |
| Нова Зеландія | 1 | 3 | 0 | 1 | 2 | 0  | 7  | -7 |

| 14 червня 2009 |       |               |
| ПАР            | 0 — 0 | Ірак          |
| Нова Зеландія  | 0 — 5 | Іспанія       |
| 17 червня 2009 |       |               |
| Іспанія        | 1 — 0 | Ірак          |
| ПАР            | 2 — 0 | Нова Зеландія |
| 20 червня 2009 |       |               |
| Ірак           | 0 — 0 | Нова Зеландія |
| Іспанія        | 2 — 0 | ПАР           |

### Група B
| Збірна   | О | І | В | Н | П  | ГЗ | ГП | РГ |
| Бразилія | 9 | 3 | 0 | 0 | 10 | 3  | +7 | 9  |
| США      | 3 | 1 | 0 | 2 | 4  | 6  | −2 | 3  |
| Італія   | 3 | 1 | 0 | 2 | 3  | 5  | −2 | 3  |
| Єгипет   | 3 | 1 | 0 | 2 | 4  | 7  | −3 | 3  |

| 15 червня 2009 |       |          |
| Бразилія       | 4 — 3 | Єгипет   |
| США            | 1 — 3 | Італія   |
| 18 червня 2009 |       |          |
| США            | 0 — 3 | Бразилія |
| Єгипет         | 1 — 0 | Італія   |
| 21 червня 2009 |       |          |
| Італія         | 0 — 3 | Бразилія |
| Єгипет         | 0 — 3 | США      |

## Плей-оф
|  | Півфінали                | Півфінали                |   |                     | Фінал                    | Фінал |  |
|  |                          |                          |   |                     |                          |       |  |
|  | 24 червня – Блумфонтейн  |                          |   |                     |                          |       |  |
|  | Іспанія                  | 0                        |   |                     |                          |       |  |
|  | США                      | 2                        |   |                     |                          |       |  |
|  |                          |                          |   |                     |                          |       |  |
|  |                          |                          |   |                     | 28 червня — Йоганнесбург |       |  |
|  |                          |                          |   |                     | США                      | 2     |  |
|  |                          | Бразилія                 | 3 |                     |                          |       |  |
|  |                          |                          |   |                     |                          |       |  |
|  |                          |                          |   |                     |                          |       |  |
|  |                          |                          |   |                     | Матч за третє місце      |       |  |
|  | 25 червня — Йоганнесбург | 25 червня — Йоганнесбург |   | 28 червня — Пхокенг | 28 червня — Пхокенг      |       |  |
|  | Бразилія                 | 1                        |   | Іспанія (ОТ)        | 3                        |       |  |
|  | ПАР                      | 0                        |   |                     | ПАР                      | 2     |  |

### Півфінали
| 24 червня 2009 20:30 |

| Іспанія | 0 — 2    | США                    |
| ------- | -------- | ---------------------- |
|         | (Report) | Алтідор 27' Демпсі 74' |

| Фрі Стейт, Блумфонтейн Глядачів: 35,369 Арбітр: Хорхе Ларріонда (Уругвай) |

| 25 червня 2009 20:30 |

| Бразилія       | 1 — 0    | ПАР |
| -------------- | -------- | --- |
| Дані Алвес 88' | (Report) |     |

| Кока-Кола Парк, Йоганнесбург Глядачів: 48,049 Арбітр: Массімо Бузакка (Швейцарія) |

### Матч за 3-тє місце
| 28 червня 2009 15:00 |

| Іспанія                         | 3 — 2 (ОТ) | ПАР              |
| ------------------------------- | ---------- | ---------------- |
| Гуїса 88', 89' Хабі Алонсо 107' | (Report)   | Мфела 73', 90+3' |

| Роял Бафокенг, Пхокенг Глядачів: 31,788 Арбітр: Метью Бріз (Австралія) |

### Фінал
| 28 червня 2009 20:30 |

| США                    | 2 — 3    | Бразилія                      |
| ---------------------- | -------- | ----------------------------- |
| Демпсі 10' Донован 27' | (Report) | Л. Фабіано 46', 74' Лусіу 84' |

| Кока-Кола Парк, Йоганнесбург Глядачів: 52,291 Арбітр: Мартін Хансон (Швеція) |

| Кубок Конфедерацій 2009   |
| ------------------------- |
| · Бразилія · Третій титул |

## Нагороди
| Фейр-Плей | Золотий м'яч | Золотий бутс | Золота рукавиця |
| --------- | ------------ | ------------ | --------------- |
| Бразилія  | Кака         | Луїс Фабіано | Тім Говард      |

| Срібний м'яч   | Срібний бутс    |
| -------------- | --------------- |
| Луїс Фабіано   | Фернандо Торрес |
| Бронзовий м'яч | Бронзовий бутс  |
| Клінт Демпсі   | Давід Вілья     |

| Воротар    | Зажисники                                 | Півзахисники                        | Форвард                                  |
| ---------- | ----------------------------------------- | ----------------------------------- | ---------------------------------------- |
| Тім Говард | Хоан Капдевіла Карлес Пуйоль Лусіу Майкон | Кака Мохаммед Абутріка Клінт Демпсі | Давід Вілья Фернандо Торрес Луїс Фабіано |

## Бомбардири
| 5 голів - Луїс Фабіано 3 голи - Фернандо Торрес - Давід Вілья - Клінт Демпсі 2 голи - Кака - Мохамед Зідан - Катлеґо Мфела - Бернард Паркер - Джузеппе Россі - Даніель Гуїса - Лендон Донован | 1 гол - Дані Алвес - Феліпе Мело - Жуан - Лусіу - Maicon - Робіньо - Мохамед Хомос - Мохамед Шавкі - Даніеле де Россі - Хабі Алонсо - Сеск Фабрегас - Фернандо Льоренте - Джозі Алтідор - Майкл Бредлі - Чарлі Девіс | Автогол - Андреа Доссена (Бразилії) |